# 布萬龍屬
布萬龍屬，又譯浦陽龍，是種蜥腳下目盘足龙科恐龍，化石被發現於白堊紀早期的泰國布萬（Phu Wiang）地區。模式種是詩琳通布萬龍（P. sirindhornae），是由Martin、埃瑞克·比弗托（Eric Buffetaut）、以及Suteethorn等人在1994年敘述、命名。種名是以泰國公主詩琳通公主為名。布萬龍身長約15到20公尺。